# 昆蟲末日
昆蟲末日（インセクツ）為日本漫畫家杉山敏所著的一部科幻驚悚漫畫，日本的出版為幻冬舍Comics ，台灣為原動力亞細亞。
故事內容敘述一家製藥公司——帝拜德生化，開發的一種能改變昆蟲基因的病毒培奈德病毒，原用意是希望能產生有益的蛋白質，沒想到實驗結果出乎預期，感染的昆蟲成長的異常巨大、凶殘，令實驗人員不得向政府發布微生物災害警報。
政府第一時間封鎖了整個城市，禁止居民進出該區，導致傷亡不斷擴大。而政府在處理此事的效率也顯得異常迅速。沒想到這一切事情的背後隱藏著更重大的陰謀。